# Trần Xuân Tú
Trần Xuân Tú (sinh 1977) là Giáo sư ngành Điện tử và Kỹ thuật máy tính, Đại học Quốc gia Hà Nội. Ông là một trong hai Phó Giáo sư trẻ tuổi nhất tại đợt phong hàm Giáo sư, Phó Giáo sư năm 2011 và là Phó Giáo sư trẻ tuổi nhất của Đại học Quốc gia Hà Nội được phong năm 2011. Ông được phong hàm Giáo sư năm 2023 và là Giáo sư đầu tiên ở Việt Nam trong lĩnh vực thiết kế vi mạch bán dẫn. 

## Tiểu sử
Trần Xuân Tú sinh ra và lớn lên tại Nghệ An. Ông tốt nghiệp phổ thông tại Trường Phổ thông Trung học Huỳnh Thúc Kháng (tiền thân là Quốc học Vinh) năm 1995, tốt nghiệp đại học năm 1999 tại Trường Đại học Khoa học Tự nhiên, hoàn thành học vị thạc sĩ tại Đại học Quốc gia Hà Nội năm 2002 và hoàn thành học vị tiến sĩ tại Đại học Bách khoa Grenoble, Cộng hoà Pháp năm 2008, được phong Phó Giáo sư năm 2011. Ông từng làm việc tại CEA-LETI, thành phố Grenoble, Cộng hoà Pháp từ năm 2003 đến năm 2008.

## Sự nghiệp
Ông từng đảm nhiệm các chức vụ Trưởng phòng Khoa học Công nghệ và Hợp tác phát triển, Giám đốc Phòng thí nghiệm trọng điểm Hệ thống tích hợp thông minh - Trường Đại học Công nghệ, Chủ tịch Hội sinh viên Khoa Công nghệ (đơn vị tiền thân của Trường Đại học Công nghệ, Đại học Quốc gia Hà Nội).
Ông có hơn 130 công trình khoa học đăng tải trên các tạp chí khoa học, kỷ yếu hội nghị khoa học quốc tế và trong nước, chủ biên và tác giả sách chuyên khảo trong lĩnh vực thiết kế vi mạch điện tử và ứng dụng. Ngoài ra, ông còn tham gia nhiều hoạt động nghề nghiệp và đảm nhận nhiều vị trí quan trọng trong các hội nghề nghiệp như IEEE (Chairman, SSCS Vietnam Chapter), IEICE (Representative, Vietnam Section), Hội Vô tuyến - Điện tử Việt Nam...
Năm 2015, Giáo sư Trần Xuân Tú đã được trao Giải Nhì, "Giải thưởng Nhân tài Đất Việt" - một giải thưởng quốc gia có uy tín tại Việt Nam trong lĩnh vực Công nghệ thông tin - với sản phẩm dự thi là Vi mạch mã hoá tín hiệu video VENGME H264/AVC.
Năm 2016, Giáo sư Trần Xuân Tú đã được trao Giải thưởng Khoa học Công nghệ Đại học Quốc gia Hà Nội giai đoạn 2011-2015 cho cụm công trình khoa học liên quan đến thiết kế vi mạch tích hợp mã hoá video công suất thấp.
Năm 2017, Giáo sư Trần Xuân Tú được bổ nhiệm là Giáo sư thỉnh giảng Đại học Công nghệ Sydney (University of Technology Sydney - UTS), 2017-2020, Úc.
Ngày 14/12/2020, Giáo sư Trần Xuân Tú được bổ nhiệm là Viện trưởng Viện Công nghệ Thông tin - một đơn vị thành viên của Đại học Quốc gia Hà Nội. 